# Mistrovství světa juniorů v orientačním běhu 2009
20. Mistrovství světa juniorů v orientačním běhu proběhlo v Itálii s centrem v obcích San Martino di Castrozza a Fiera di Primiero nacházejících se v provincii Trento a termínu 5. až 11. července 2009. Šlo o dvacáté mistrovství světa juniorů a druhé pořádané Italským svazem orientačního běhu FISO (Federazione Italiana Sport Orientamento), kde se bojovalo o čtyři sady medailí ve dvou kategoriích junioři a juniorky. Nejlépe se dařilo švédským orientačním běžcům, kteří získali čtyři zlaté medaile a jednu stříbrnou.
Česká televize z mistrovství připravila 30 minutovou reportáž.

## Program závodů
| Den          | Závod                 | Centrum závodu    |
| ------------ | --------------------- | ----------------- |
| 5. červenec  | Zahajovací ceremoniál | Fiera di Primiero |
| 6. červenec  | Finále – Sprint       | Imer a Mezzano    |
| 7. červenec  | Finále – Long         | Passo Rolle       |
| 9. červenec  | Kvalifikace – Middle  | San Martino       |
| 10. červenec | Finále – Middle       | San Martino       |
| 11. červenec | Štafety               | Val Canali        |

### Nominace České republiky

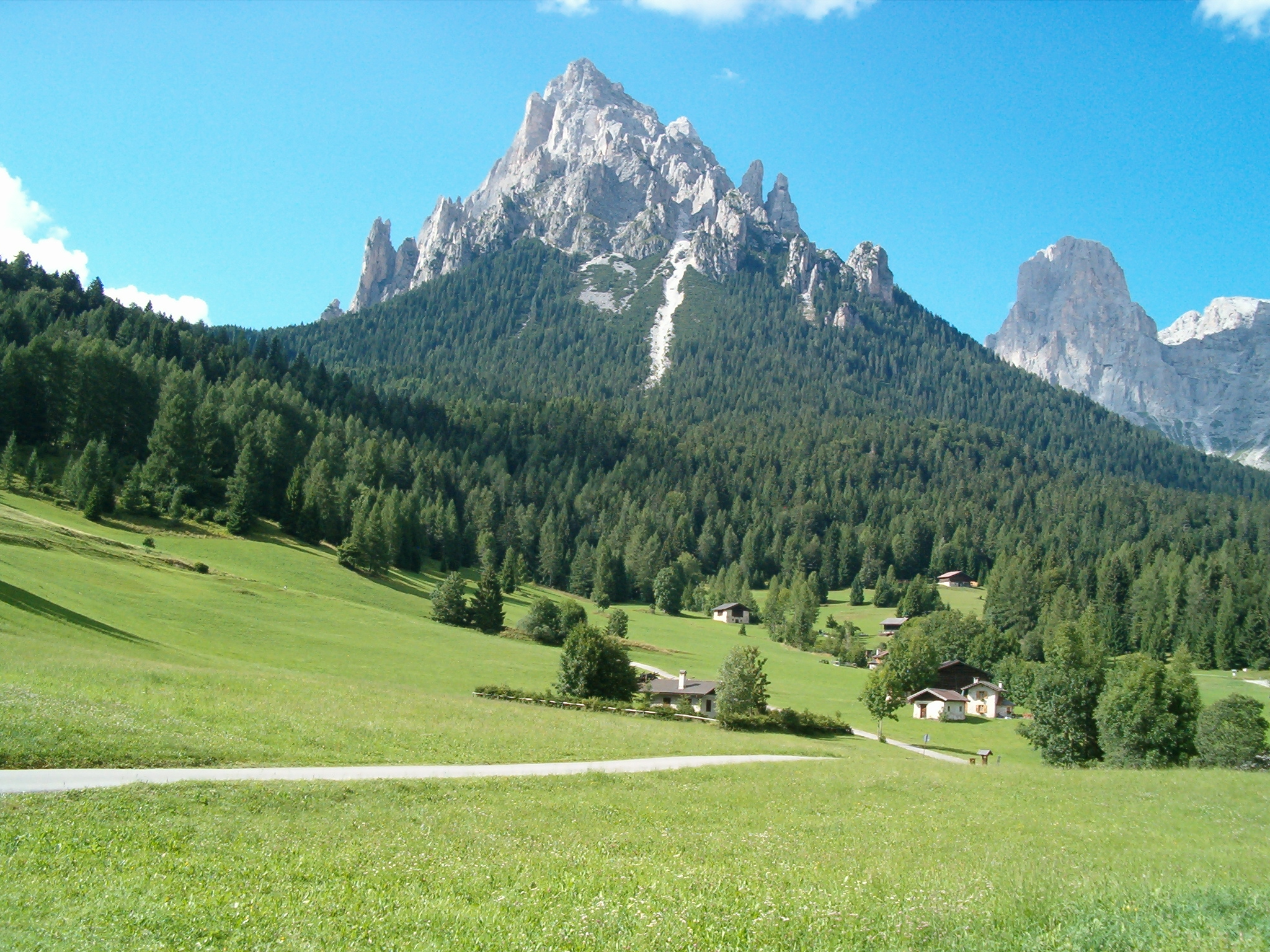
Okolí Pale di San Martino a Passo Rolle

Juniorky – Ivana Bochenková 1989 (Kotlářka Praha), Adéla Indráková 1991 (SK Univerzity Palackého Olomouc), Eva Kabáthová 1989 (Žabovřesky Brno), Věra Mádlová 1989 (Žabovřesky Brno), Tereza Novotná 1992 (OK 99 Hradec Králové), Tereza Petrželová 1989 (Slavia Hradec Králové)

náhradnice – Jindra Hlavová (KOB Konice)

Junioři – Daniel Hájek 1989 (Žabovřesky Brno), Ondřej Kantor 1991 (TJ TŽ Třinec), Matěj Klusáček 1989 (Žabovřesky Brno), Pavel Kubát 1991 (OK 99 Hradec Králové), Miloš Nykodým 1990 (Žabovřesky Brno), Jan Petržela 1992 (Lokomotiva Trutnov)

náhradník – Daniel Wolf (OOB TJ Turnov)

## Závod ve sprintu

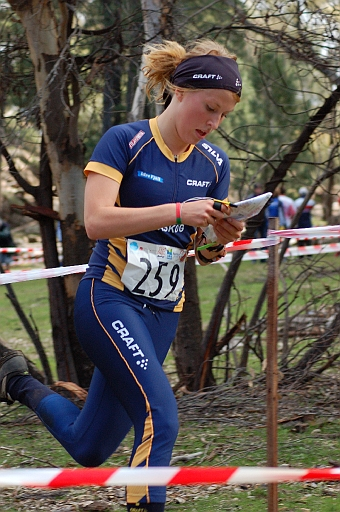
Vítězka sprintu Jenny Lönnkvist (ilustrační foto 2007)

Ve dvou malých italských vesnicích Imer a Mezzano, proběhl dne 6. července 2009 mistrovský závod ve sprintu mužů a žen. Trať byla postavena v oblasti italských dolomitů San Martino di Castrozza plných pastvin, úzkých uliček se spoustou umělých objektů. Trať byla velmi rychlá s velmi dobrou průběžností. Běželo se na mapě Mezzano – Imer (1:4000, ekvidistance 2,5 m), kdy doběhová aréna byla postavena na stadionu fotbalového klubu Mezzano. Na této trati zásluhou Miloše Nykodýma a Terezy Novotné vybojovala Česká republika dvě stříbrné medaile.

### Výsledky sprintu
| Muži                                                                             | Muži                                                                             | Muži                                                                             | Muži                                                                             | Muži                                                                             | Ženy                                                                             | Ženy                                                                             | Ženy                                                                             | Ženy                                                                             | Ženy                                                                             |
| -------------------------------------------------------------------------------- | -------------------------------------------------------------------------------- | -------------------------------------------------------------------------------- | -------------------------------------------------------------------------------- | -------------------------------------------------------------------------------- | -------------------------------------------------------------------------------- | -------------------------------------------------------------------------------- | -------------------------------------------------------------------------------- | -------------------------------------------------------------------------------- | -------------------------------------------------------------------------------- |
| - Traťové parametry: 3,5 km, 24 kontrol, ? m převýšení - Mapa: ? 1:4 000 E=2,5 m | - Traťové parametry: 3,5 km, 24 kontrol, ? m převýšení - Mapa: ? 1:4 000 E=2,5 m | - Traťové parametry: 3,5 km, 24 kontrol, ? m převýšení - Mapa: ? 1:4 000 E=2,5 m | - Traťové parametry: 3,5 km, 24 kontrol, ? m převýšení - Mapa: ? 1:4 000 E=2,5 m | - Traťové parametry: 3,5 km, 24 kontrol, ? m převýšení - Mapa: ? 1:4 000 E=2,5 m | - Traťové parametry: 2,6 km, 17 kontrol, ? m převýšení - Mapa: ? 1:4 000 E=2,5 m | - Traťové parametry: 2,6 km, 17 kontrol, ? m převýšení - Mapa: ? 1:4 000 E=2,5 m | - Traťové parametry: 2,6 km, 17 kontrol, ? m převýšení - Mapa: ? 1:4 000 E=2,5 m | - Traťové parametry: 2,6 km, 17 kontrol, ? m převýšení - Mapa: ? 1:4 000 E=2,5 m | - Traťové parametry: 2,6 km, 17 kontrol, ? m převýšení - Mapa: ? 1:4 000 E=2,5 m |
| Umístění                                                                         | Země                                                                             | Jméno                                                                            | Čas                                                                              | Ztráta                                                                           | Umístění                                                                         | Země                                                                             | Jméno                                                                            | Čas                                                                              | Ztráta                                                                           |
|                                                                                  | Švýcarsko                                                                        | Matthias Kyburz                                                                  | 0:14:43                                                                          |                                                                                  |                                                                                  | Švédsko                                                                          | Jenny Lönnkvistová                                                               | 0:13:34                                                                          |                                                                                  |
|                                                                                  | Česko                                                                            | Miloš Nykodým                                                                    | 0:14:56                                                                          | + 0:00:13                                                                        |                                                                                  | Česko                                                                            | Tereza Novotná                                                                   | 0:14:02                                                                          | + 0:00:28                                                                        |
|                                                                                  | Švýcarsko                                                                        | Martin Hubmann                                                                   | 0:14:58                                                                          | + 0:00:15                                                                        |                                                                                  | Dánsko                                                                           | Ida Bobachová                                                                    | 0:14:02                                                                          | + 0:00:28                                                                        |
| 4                                                                                | Švýcarsko                                                                        | Florian Howald                                                                   | 0:15:00                                                                          | + 0:00:17                                                                        | 4                                                                                | Švýcarsko                                                                        | Fiona Kirková                                                                    | 0:14:15                                                                          | + 0:00:41                                                                        |
| 5                                                                                | Dánsko                                                                           | Søren Bobach                                                                     | 0:15:01                                                                          | + 0:00:18                                                                        | 5                                                                                | Norsko                                                                           | Mari Jevne Arnesenová                                                            | 0:14:16                                                                          | + 0:00:42                                                                        |
| 6                                                                                | Švýcarsko                                                                        | Severin Howald                                                                   | 0:15:04                                                                          | + 0:00:21                                                                        | 6                                                                                | Švýcarsko                                                                        | Sarina Jenzerová                                                                 | 0:14:26                                                                          | + 0:00:52                                                                        |

## Závod na klasické trati (Long)

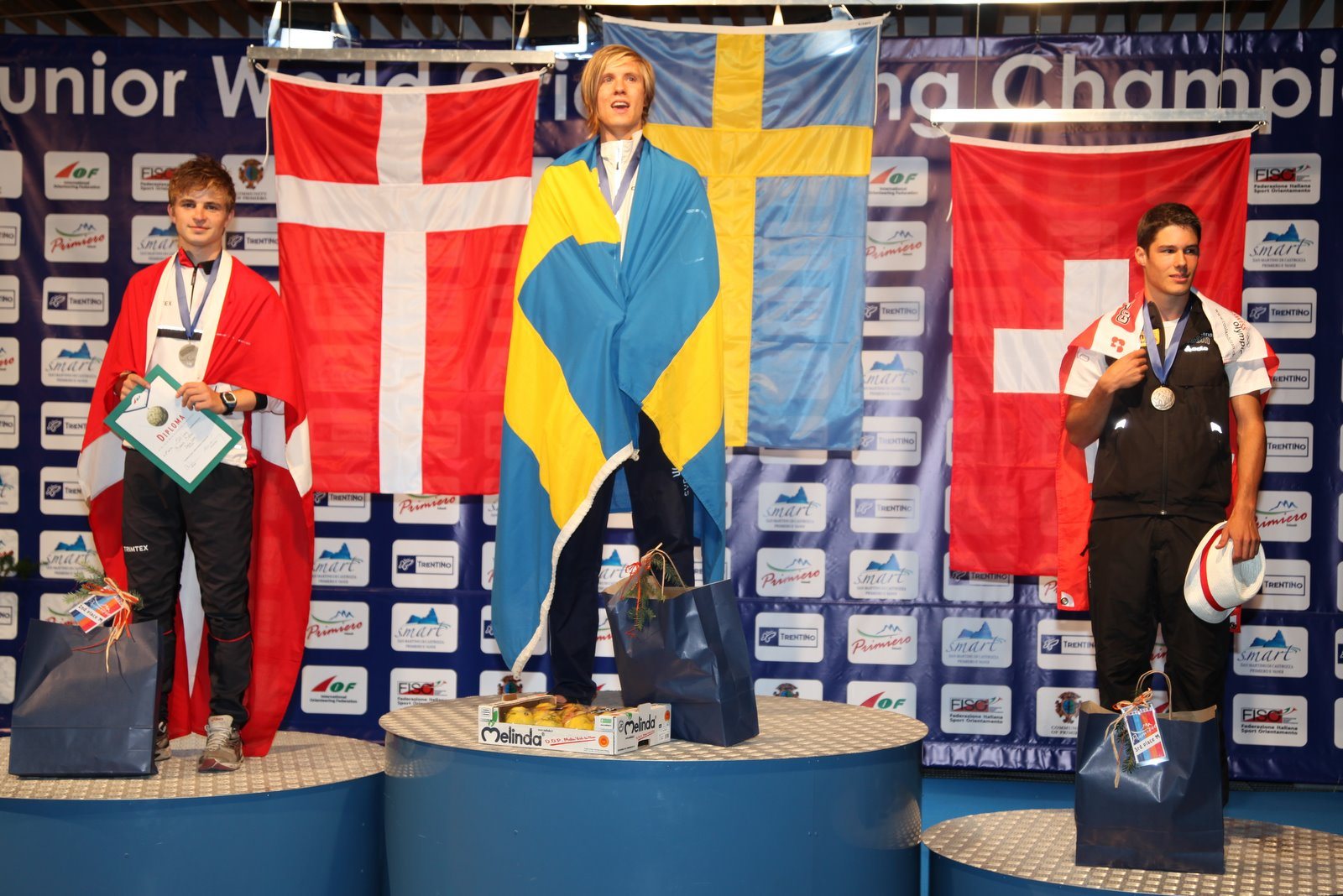
Vítězná trojice z longu (zleva Søren Bobach, Gustav Bergman a Martin Hubmann).

Druhým medailovým závodem juniorského mistrovství světa byl závod na klasické trati. Závod se uskutečnil dne 7. července 2009 v místě zvaném Passo Rolle. Byl to netypický závod odehrávající se v nadmořské výšce 1500 až 1900 metrů nad mořem, kdy převládal kopcovitý terén s jehličnatým lesem a spoustou terénních detailů (hlavně skalkami a kameny). Byl zde nedostatek cest což ztěžovalo orientaci a roztahovalo tak časové odstupy mezi účastníky závodu. Závod byl z poloviny poznamenán hustým deštěm a ztíženou viditelností. Běželo se na mapě s názvem Paso Rolle v měřítku 1:15000 o ekvidistanci 5 m.

### Výsledky závodu na klasické trati (Long)
| Muži                                                                            | Muži                                                                            | Muži                                                                            | Muži                                                                            | Muži                                                                            | Ženy                                                                            | Ženy                                                                            | Ženy                                                                            | Ženy                                                                            | Ženy                                                                            |
| ------------------------------------------------------------------------------- | ------------------------------------------------------------------------------- | ------------------------------------------------------------------------------- | ------------------------------------------------------------------------------- | ------------------------------------------------------------------------------- | ------------------------------------------------------------------------------- | ------------------------------------------------------------------------------- | ------------------------------------------------------------------------------- | ------------------------------------------------------------------------------- | ------------------------------------------------------------------------------- |
| - Traťové parametry: 9,5 km, 29 kontrol, ? m převýšení - Mapa: ? 1:15 000 E=5 m | - Traťové parametry: 9,5 km, 29 kontrol, ? m převýšení - Mapa: ? 1:15 000 E=5 m | - Traťové parametry: 9,5 km, 29 kontrol, ? m převýšení - Mapa: ? 1:15 000 E=5 m | - Traťové parametry: 9,5 km, 29 kontrol, ? m převýšení - Mapa: ? 1:15 000 E=5 m | - Traťové parametry: 9,5 km, 29 kontrol, ? m převýšení - Mapa: ? 1:15 000 E=5 m | - Traťové parametry: 5,7 km, 18 kontrol, ? m převýšení - Mapa: ? 1:15 000 E=5 m | - Traťové parametry: 5,7 km, 18 kontrol, ? m převýšení - Mapa: ? 1:15 000 E=5 m | - Traťové parametry: 5,7 km, 18 kontrol, ? m převýšení - Mapa: ? 1:15 000 E=5 m | - Traťové parametry: 5,7 km, 18 kontrol, ? m převýšení - Mapa: ? 1:15 000 E=5 m | - Traťové parametry: 5,7 km, 18 kontrol, ? m převýšení - Mapa: ? 1:15 000 E=5 m |
| Umístění                                                                        | Země                                                                            | Jméno                                                                           | Čas                                                                             | Ztráta                                                                          | Umístění                                                                        | Země                                                                            | Jméno                                                                           | Čas                                                                             | Ztráta                                                                          |
|                                                                                 | Švédsko                                                                         | Gustav Bergman                                                                  | 1:05:55                                                                         |                                                                                 |                                                                                 | Dánsko                                                                          | Ida Bobachová                                                                   | 0:54:12                                                                         |                                                                                 |
|                                                                                 | Dánsko                                                                          | Søren Bobach                                                                    | 1:09:19                                                                         | + 0:03:24                                                                       |                                                                                 | Švédsko                                                                         | Jenny Lönnkvistová                                                              | 0:55:33                                                                         | + 0:01:21                                                                       |
|                                                                                 | Švýcarsko                                                                       | Martin Hubmann                                                                  | 1:09:25                                                                         | + 0:03:30                                                                       |                                                                                 | Finsko                                                                          | Marika Teiniová                                                                 | 0:56:28                                                                         | + 0:02:16                                                                       |
| 4                                                                               | Estonsko                                                                        | Lauri Sild                                                                      | 1:10:03                                                                         | + 0:04:08                                                                       | 4                                                                               | Norsko                                                                          | Elen Katrine Skjerveová                                                         | 0:56:37                                                                         | + 0:02:25                                                                       |
| 5                                                                               | Dánsko                                                                          | Rasmus Thrane Hansen                                                            | 1:14:56                                                                         | + 0:09:01                                                                       | 5                                                                               | Švýcarsko                                                                       | Julia Grossová                                                                  | 0:57:41                                                                         | + 0:03:29                                                                       |
| 6                                                                               | Norsko                                                                          | Torgeir Nørbech                                                                 | 1:14:57                                                                         | + 0:09:02                                                                       | 6                                                                               | Švédsko                                                                         | Kristin Löfgrenová                                                              | 0:58:17                                                                         | + 0:04:05                                                                       |

## Závod na krátké trati (Middle)

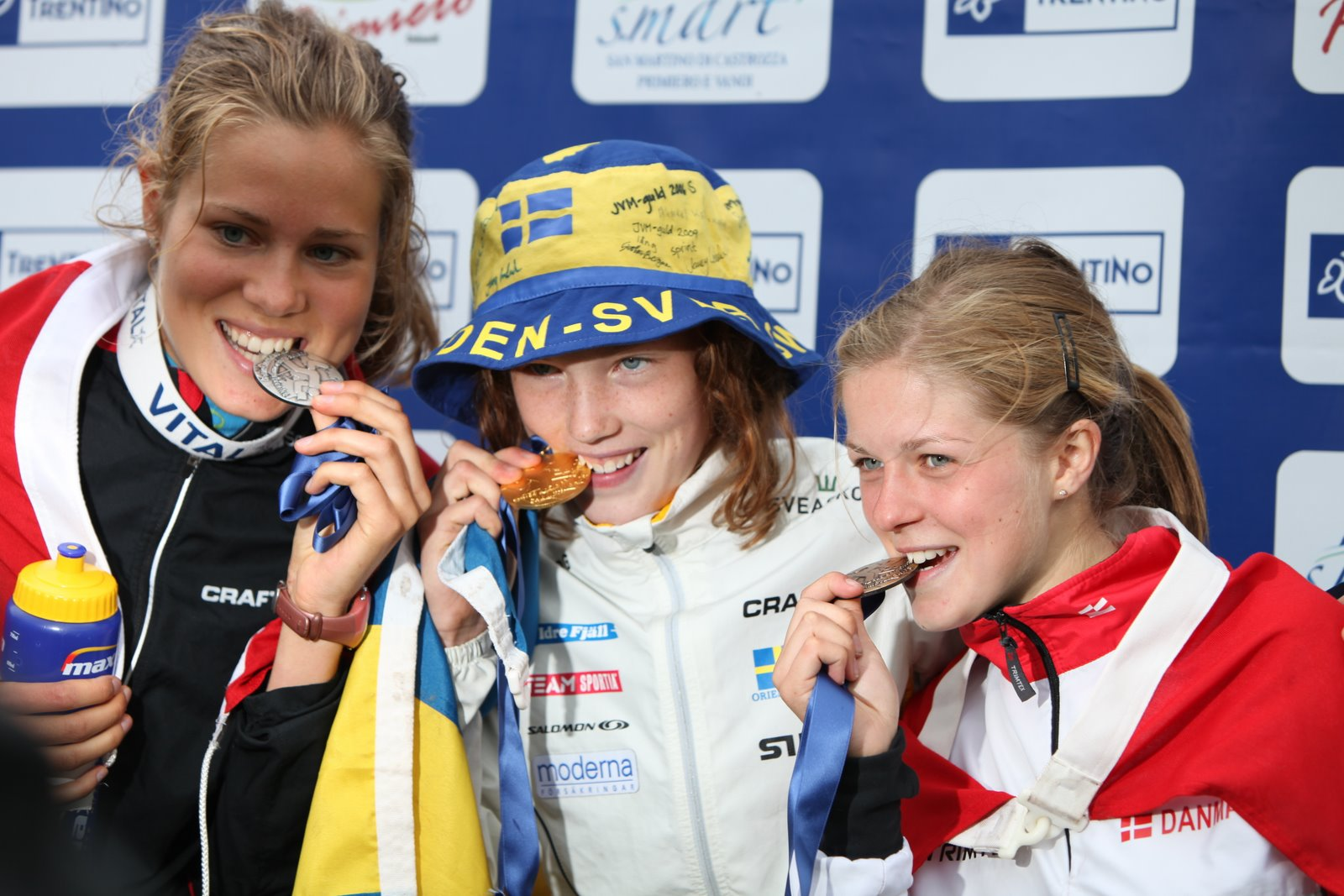
Vítězná trojice z middlu (zleva Britt Ingunn Nydalová, Tove Alexanderssonová a Ida Bobachová).

Mistrovskému finálovému závodu na krátké trati předcházel kvalifikační závod konaný dne 9. července 2009. Běželo se v místě zvaném San Martino přibližně 1000–1300 metrů nad mořem. Ze tří semifinálových skupin postupovalo do finále 20 nejlepších běžců. Českým reprezentantům se podařilo postoupit, jako jediným v kompletním, tedy ve stoprocentním složení. Matěj Klusáček, Ivana Bochenková a Věra Mádlová dokonce své rozběhy vyhrály. Tratě byly dlouhé 3,3–3.5 km pro juniorky a 4,4–4,5 km pro juniory. Závod byl postaven ve velmi dobře průběžném jehličnatém lese se spoustou skalních útvarů a vrstevnicových detailů.
Finálový závod na krátké trati se běžel o den později dne 10. července 2009 na stejném místě jako kvalifikace. Vítězi se stali: seniorský mistr světa a čtyřnásobný juniorský mistr světa v lyžařském orientačním běhu z roku 2009 Olli Markus Taivainen a Švédka Tove Alexanderssonová.

### Výsledky závodu na krátké trati (Middle)
| Muži                                                                              | Muži                                                                              | Muži                                                                              | Muži                                                                              | Muži                                                                              | Ženy                                                                               | Ženy                                                                               | Ženy                                                                               | Ženy                                                                               | Ženy                                                                               |
| --------------------------------------------------------------------------------- | --------------------------------------------------------------------------------- | --------------------------------------------------------------------------------- | --------------------------------------------------------------------------------- | --------------------------------------------------------------------------------- | ---------------------------------------------------------------------------------- | ---------------------------------------------------------------------------------- | ---------------------------------------------------------------------------------- | ---------------------------------------------------------------------------------- | ---------------------------------------------------------------------------------- |
| - Traťové parametry: 4,1 km, 19 kontrol, ? m převýšení - Mapa: ? 1:10 000 E=2,5 m | - Traťové parametry: 4,1 km, 19 kontrol, ? m převýšení - Mapa: ? 1:10 000 E=2,5 m | - Traťové parametry: 4,1 km, 19 kontrol, ? m převýšení - Mapa: ? 1:10 000 E=2,5 m | - Traťové parametry: 4,1 km, 19 kontrol, ? m převýšení - Mapa: ? 1:10 000 E=2,5 m | - Traťové parametry: 4,1 km, 19 kontrol, ? m převýšení - Mapa: ? 1:10 000 E=2,5 m | - Traťové parametry: 3,1 km, 15 kontrol, ? m převýšení. - Mapa: ? 1:10 000 E=2,5 m | - Traťové parametry: 3,1 km, 15 kontrol, ? m převýšení. - Mapa: ? 1:10 000 E=2,5 m | - Traťové parametry: 3,1 km, 15 kontrol, ? m převýšení. - Mapa: ? 1:10 000 E=2,5 m | - Traťové parametry: 3,1 km, 15 kontrol, ? m převýšení. - Mapa: ? 1:10 000 E=2,5 m | - Traťové parametry: 3,1 km, 15 kontrol, ? m převýšení. - Mapa: ? 1:10 000 E=2,5 m |
| Umístění                                                                          | Země                                                                              | Jméno                                                                             | Čas                                                                               | Ztráta                                                                            | Umístění                                                                           | Země                                                                               | Jméno                                                                              | Čas                                                                                | Ztráta                                                                             |
|                                                                                   | Finsko                                                                            | Olli Markus Taivainen                                                             | 0:26:21                                                                           |                                                                                   |                                                                                    | Švédsko                                                                            | Tove Alexanderssonová                                                              | 0:23:24                                                                            |                                                                                    |
|                                                                                   | Švýcarsko                                                                         | Philipp Sauter                                                                    | 0:27:00                                                                           | + 0:00:39                                                                         |                                                                                    | Norsko                                                                             | Britt Ingunn Nydalová                                                              | 0:23:42                                                                            | + 0:00:18                                                                          |
|                                                                                   | Norsko                                                                            | Ulf Forseth Indgaard                                                              | 0:27:39                                                                           | + 0:01:18                                                                         |                                                                                    | Dánsko                                                                             | Ida Bobachová                                                                      | 0:23:59                                                                            | + 0:00:35                                                                          |
| 4                                                                                 | Švýcarsko                                                                         | Martin Hubmann                                                                    | 0:28:05                                                                           | + 0:01:44                                                                         | 4                                                                                  | Švýcarsko                                                                          | Fiona Kirková                                                                      | 0:24:11                                                                            | + 0:00:47                                                                          |
| 5                                                                                 | Dánsko                                                                            | Søren Bobach                                                                      | 0:28:24                                                                           | + 0:02:03                                                                         | 5                                                                                  | Švýcarsko                                                                          | Bettina Aebiová                                                                    | 0:24:54                                                                            | + 0:01:30                                                                          |
| 6                                                                                 | Švédsko                                                                           | Albin Ridefelt                                                                    | 0:28:36                                                                           | + 0:02:15                                                                         | 5                                                                                  | Švýcarsko                                                                          | Julia Grossová                                                                     | 0:24:54                                                                            | + 0:01:30                                                                          |

## Štafetový závod

### Výsledky štafetového závodu
| Muži                                                                            | Muži                                                                            | Muži                                                                            | Muži                                                                            | Muži                                                                            | Ženy                                                                    | Ženy                                                                    | Ženy                                                                    | Ženy                                                                    | Ženy                                                                    |
| ------------------------------------------------------------------------------- | ------------------------------------------------------------------------------- | ------------------------------------------------------------------------------- | ------------------------------------------------------------------------------- | ------------------------------------------------------------------------------- | ----------------------------------------------------------------------- | ----------------------------------------------------------------------- | ----------------------------------------------------------------------- | ----------------------------------------------------------------------- | ----------------------------------------------------------------------- |
| - Traťové parametry: 6,4 km, 27 kontrol, ? m převýšení - Mapa: ? 1:10 000 E=5 m | - Traťové parametry: 6,4 km, 27 kontrol, ? m převýšení - Mapa: ? 1:10 000 E=5 m | - Traťové parametry: 6,4 km, 27 kontrol, ? m převýšení - Mapa: ? 1:10 000 E=5 m | - Traťové parametry: 6,4 km, 27 kontrol, ? m převýšení - Mapa: ? 1:10 000 E=5 m | - Traťové parametry: 6,4 km, 27 kontrol, ? m převýšení - Mapa: ? 1:10 000 E=5 m | - Parametry: 4,5 km, 18 kontrol, ? m převýšení - Mapa: ? 1:10 000 E=5 m | - Parametry: 4,5 km, 18 kontrol, ? m převýšení - Mapa: ? 1:10 000 E=5 m | - Parametry: 4,5 km, 18 kontrol, ? m převýšení - Mapa: ? 1:10 000 E=5 m | - Parametry: 4,5 km, 18 kontrol, ? m převýšení - Mapa: ? 1:10 000 E=5 m | - Parametry: 4,5 km, 18 kontrol, ? m převýšení - Mapa: ? 1:10 000 E=5 m |
| Umístění                                                                        | Země                                                                            | Jméno                                                                           | Čas                                                                             | Ztráta                                                                          | Umístění                                                                | Země                                                                    | Jméno                                                                   | Čas                                                                     | Ztráta                                                                  |
|                                                                                 | Švédsko                                                                         | Olle Boström Albin Ridefelt Gustav Bergman                                      | 2:08:51                                                                         |                                                                                 |                                                                         | Švýcarsko                                                               | Fiona Kirková Sophie Tritschlerová Julia Grossová                       | 1:44:42                                                                 |                                                                         |
|                                                                                 | Švýcarsko                                                                       | Philipp Sauter Matthias Kyburz Martin Hubmann                                   | 2:09:34                                                                         | + 0:00:43                                                                       |                                                                         | Norsko                                                                  | Britt Ingunn Nydalová Elen Katrine Skjerveová Mari Jevne Arnesenová     | 1:46:29                                                                 | + 0:01:47                                                               |
|                                                                                 | Dánsko                                                                          | Marius Thrane Ødum Rasmus Thrane Hansen Søren Bobach                            | 2:12:03                                                                         | + 0:03:12                                                                       |                                                                         | Dánsko                                                                  | Emma Klingenbergová Ida Bobachová Signe Klintingová                     | 1:46:39                                                                 | + 0:01:57                                                               |
| 4                                                                               | Norsko                                                                          | Mathias Bjugan Torgeir Nørbech Ulf Forseth Indgaard                             | 2:15:44                                                                         | + 0:06:53                                                                       | 4                                                                       | Švédsko                                                                 | Tove Alexanderssonová Kristin Löfgrenová Jenny Lönnkvistová             | 1:47:28                                                                 | + 0:02:46                                                               |
| 5                                                                               | Francie                                                                         | Thibaut Poupard Théo Fleurent Lucas Basset                                      | 2:16:00                                                                         | + 0:07:09                                                                       | 5                                                                       | Česko                                                                   | Ivana Bochenková Věra Madlová Tereza Petrželová                         | 1:51:12                                                                 | + 0:06:30                                                               |
| 6                                                                               | Lotyšsko                                                                        | Zemgus Žagata Andris Jubelis Artūrs Pauliņš                                     | 2:17:01                                                                         | + 0:08:10                                                                       | 6                                                                       | Finsko                                                                  | Sari Anttonenová Venla Niemiová Marika Teiniová                         | 1:54:34                                                                 | + 0:09:52                                                               |

## Česká juniorská reprezentace na JMS
| Muži                       | Muži                       | Muži                       | Muži                       | Muži                       | Ženy                        | Ženy                        | Ženy                        | Ženy                        | Ženy                        |
| -------------------------- | -------------------------- | -------------------------- | -------------------------- | -------------------------- | --------------------------- | --------------------------- | --------------------------- | --------------------------- | --------------------------- |
| - Umístění českých juniorů | - Umístění českých juniorů | - Umístění českých juniorů | - Umístění českých juniorů | - Umístění českých juniorů | - Umístění českých juniorek | - Umístění českých juniorek | - Umístění českých juniorek | - Umístění českých juniorek | - Umístění českých juniorek |
| Jméno                      | Sprint                     | Middle                     | Long                       | Štafety                    | Jméno                       | Sprint                      | Middle                      | Long                        | Štafety                     |
| Miloš Nykodým              | 2. místo                   | 12. místo                  | 16. místo                  | 7. místo                   | Tereza Novotná              | 2. místo                    | 20. místo                   | 70. místo                   | x                           |
| Pavel Kubát                | 20. místo                  | 52. místo                  | 52. místo                  | x                          | Adéla Indráková             | 25. místo                   | 42. místo                   | 46. místo                   | x                           |
| Jan Petržela               | 24. místo                  | 45. místo                  | 55. místo                  | x                          | Eva Kabáthová               | 27. místo                   | 34. místo                   | 28. místo                   | x                           |
| Matěj Klusáček             | 46. místo                  | 9. místo                   | 7. místo                   | 7. místo                   | Tereza Petrželová           | 26. místo                   | 11. místo                   | 38. místo                   | 5. místo                    |
| Ondřej Kantor              | 30. místo                  | 54. místo                  | 71. místo                  | x                          | Ivana Bochenková            | 29. místo                   | 28. místo                   | 29. místo                   | 5. místo                    |
| Daniel Hájek               | DSQ                        | 10. místo                  | 18. místo                  | 7. místo                   | Věra Mádlová                | 41. místo                   | 15. místo                   | 10. místo                   | 5. místo                    |

## Medailová klasifikace podle zemí

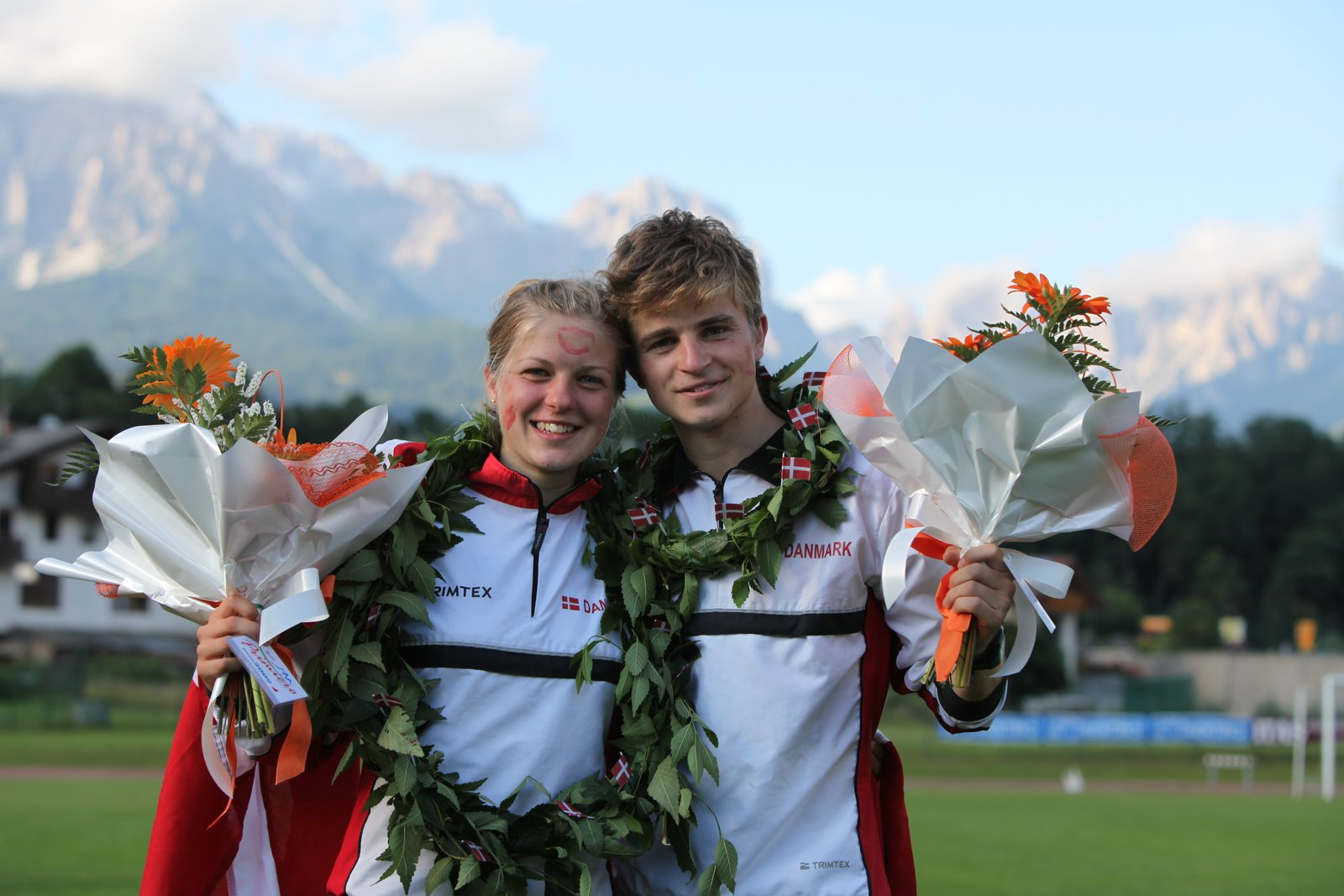
Nejúspěšnější sourozenecká dvojice JMS Sören Bobach a Ida Bobachová.

| Medailová klasifikace podle zemí | Medailová klasifikace podle zemí | Medailová klasifikace podle zemí | Medailová klasifikace podle zemí | Medailová klasifikace podle zemí | Medailová klasifikace podle zemí |
| Umístění                         | Země                             | Zlato                            | Stříbro                          | Bronz                            | Součet                           |
| -------------------------------- | -------------------------------- | -------------------------------- | -------------------------------- | -------------------------------- | -------------------------------- |
| 1.                               | Švédsko                          | 4                                | 1                                | -                                | 5                                |
| 2.                               | Švýcarsko                        | 2                                | 2                                | 2                                | 6                                |
| 2.                               | Dánsko                           | 1                                | 2                                | 3                                | 6                                |
| 4.                               | Finsko                           | 1                                | -                                | 1                                | 2                                |
| 5.                               | Norsko                           | -                                | 2                                | 1                                | 3                                |
| 6.                               | Česko                            | -                                | 2                                | -                                | 2                                |